# ناتان دین
ناتان دین (Nathan Dane)‏ (۲۹ دسامبر ۱۷۵۲–۱۵ فوریه ۱۸۳۵)، وکیل آمریکایی و دولتمردی بود که از ماساچوست در کنگره قاره‌ای از ۱۷۸۵ تا ۱۷۸۸ میلادی نمایندگی می‌کرد. دین هنگامی که در کنگره بود به فرموله شدن فرمان شمالغربی کمک کرد و ضمیمه‌ای را بر فرمان منع برده‌داری در قلمروی شمالغرب معرفی نمود.
او طی حرفه‌اش هم در خانه نمایندگان ماساچوست و هم در سنای ماساچوست خدمت نمود. همچنین او پیمان چند جلدی نوشت که کل موضوع قانون آمریکایی را پوشش داده و او را قادر می‌ساخت تا به تأمین مالی توسعه مدرسه حقوق هاروارد بپردازد.

## اوان زندگی و تحصیلات
دین در ایپسویچ ماساچوست، در شهرستان اسکس بدنیا آمد. پدر او دنیل دین یک کشاورز و مادرش ابیگیل بود. جد او جان دین سنیور در ۱۶۳۶ میلادی از انگلستان به ماساچوست مهاجرت کرده بود (نه دانمارک).
دین در ایپسویچ تا بیست سالگی در مزرعه کشاورزیشان کار کرد. او به کالج هاروارد نقل مکان کرد، علاقه‌مندی اصلی وی در ریاضیات بود و در ۱۷۷۸ میلادی فارغ‌التحصیل شد. سپس در مدرسه تدریس کرد و برای رشته حقوق مطالعه می‌نمود. در ۱۷۷۹ میلادی با مری براون ازدواج کرد (آنها فرزند نداشتند).
دین در یک بار پذیرفته شد و در بورلی طی ۱۷۸۲ میلادی به امرو قانونی اشتغال داشت. همان سال، وارد دفتر انتخابی در خانه نمایندگان ماساچوست شد و در آن مکان تا ۱۷۸۵ میلادی خدمت نمود. شنوایی دین طی حرفه‌اش ضعیف بود و به‌طور مستمر بدتر هم می‌شد.

## کنگره قاره‌ای
دین در ۱۷۸۵ میلادی نماینده ماساچوست در کنگره قاره‌ای شد، جاییکه به ایجاد پیشنویس فرمان شمال غربی کمک کرد، فرمانی که در ۱۳ ژوئیه ۱۷۸۷ میلادی عملیاتی شد. این فرمان، ساکنین آمریکایی را برای رفتن به قلمرو شمال غرب تشویق کرده و پایه تأسیس پنج ایالت را در آنجا شکل داد: اوهایو، ایندیانا، ایلینوی، میشیگان و ویسکانسین. همچنین این فرمان برده‌داری را در قلمروی شمال غربی منع می‌کرد. ضمیمه دین که برده‌داری را ممنوع می‌کرد، در آخرین دقیقه پیشنهاد شد و به سرعت بدون بحث زیاد پذیرفته شد، به طوری که خود دین را نیز شگفت زده کرد و گفت «فکرش را نمی‌کردم که ایالت‌ها با ماده ششم در رابطه با ممنوعیت برده‌داری موافقت کنند …».
در فوریه ۱۷۸۷ میلادی، دین راه حلی را پیشنهاد کرد که کنوانسیون فیلادلفیا را مجاز می‌کرد تا بر اصول کنفدراسیون ضمیمه‌ای را اضافه کرده و این راه حل نیز اقتباس گردید. از آن کنوانسیون فیلادلفیا، قانون اساسی پیشنهادی ایالات متحده بیرون آمد. اما دین در رابطه با این مصوبه قیودی داشت. در ژوئیه ۱۷۸۸ میلادی، او در نهایت نامهٔ مهمی را در رابطه با حمایت از ملانکتون اسمیت اهل نیویورک نوشت. دین گفت که او از خشونت و نافرمانی اجتماعی در صورت تصویب نشدن مشروطه می‌ترسید. همچنین او از مصوبه با فهم این که ضمایمی به آن افزوده خواهد شد حمایت کرده، ضمایمی که در نهایت منجر به ایجاد منشور حقوق ایالات متحده آمریکا گردید.

## حرفه مؤخر
دین از ۱۷۹۰ تا ۱۷۹۱ میلادی و مجدد از ۱۷۹۴ تا ۱۷۹۷ میلادی در سنای ایالتی ماساچوست انتخاب شد. در ۱۷۹۴ میلادی او در کمیسیونی خدمت کرد که به بازنگری و تدوین قوانین ماساچوست می‌پرداخت.
او بعداً در حالی که به امور حقوقی اشتغال داشت، اصلاحگر فعالی باقی ماند و به مسائلی چون تحصیلات، مهارت‌ها و رفتار انسانی با زندانیان پرداخت. همچنین به تأسیس «جامعه اعتدال‌گرای آمریکایی» جهت تشویق به عدم استفاده و سوء مصرف مشروبات الکلی کمک کرد.
او عضوی از حزب فدرالیست و «اسکس جونتوی» آن بود. قانونگذاری ماساچوست او را به عنوان نمایندهٔ «کنوانسیون هارتفورد» طی جنگ ۱۸۱۲ میلادی انتخاب کرد که موجب آسیب به سابقه او شد، گرچه که دین خود را صدای اعتدال در کنوانسیون می‌دید و معتقد بود که هیچگونه تمایلات تجزیه‌طلبانه ای نداشت: «کسی باید از شرارت جلوگیری کند».
دین در ۱۸۱۶ میلادی به عنوان عضوی از «جامعه عتیقه‌شناسی آمریکایی» انتخاب شد.

### پدر علم حقوق آمریکایی

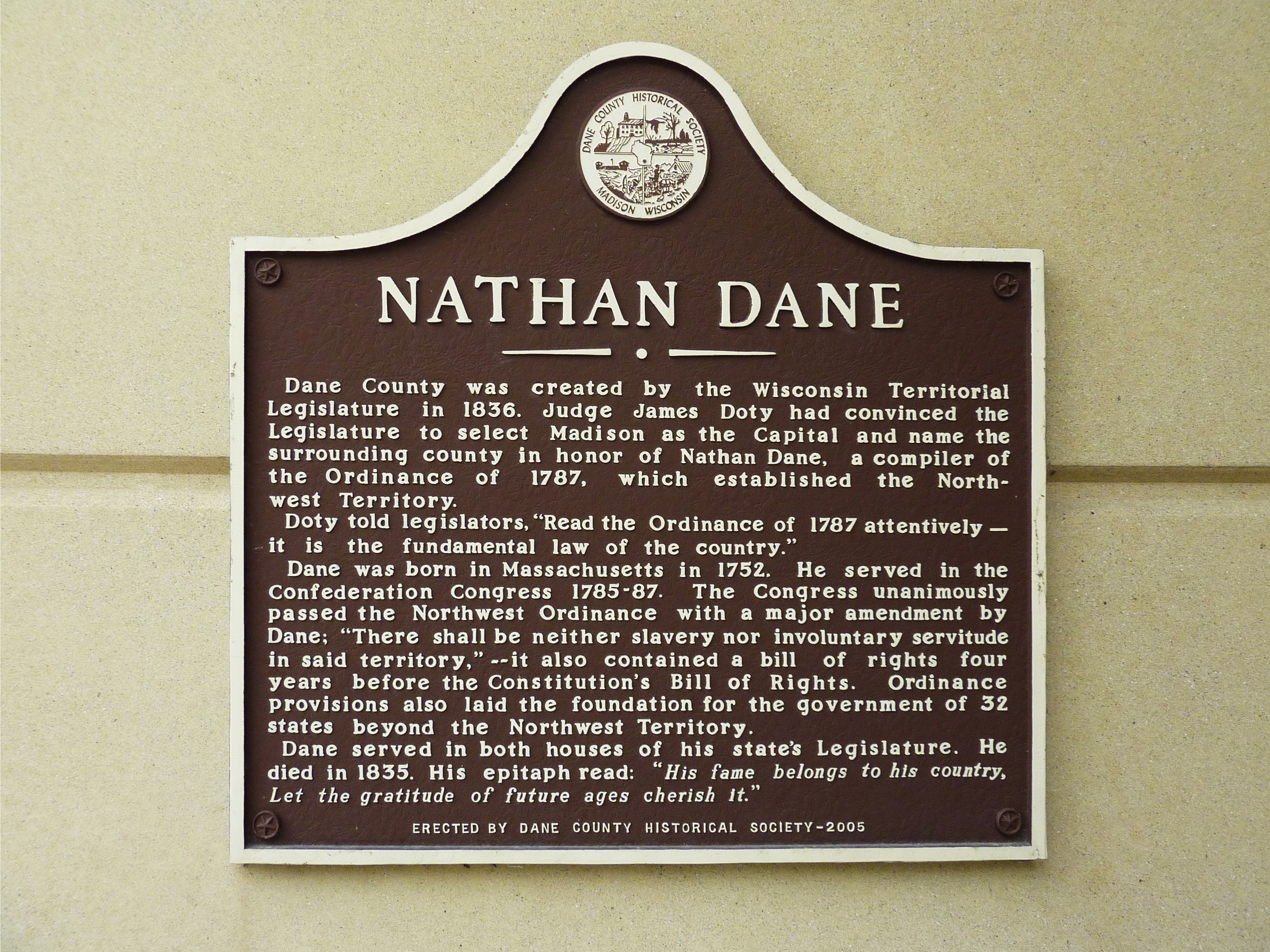
نشانی که توسط جامعه تاریخی شهرستان دین برپا گشت.

تا ۱۸۲۰ میلادی، دین تقریباً بالکل ناشنوا شده بود، اما به ادامه کار در ساعات طولانی در کتابخانه‌اش ادامه داد و دو رساله حقوقی عمده نوشت. اولین این رساله‌ها در ۱۸۲۳ میلادی با این عنوان منتشر شد: «مجمل عمومی از حقوق آمریکایی». این هشت جلدی با جلد نهم آن در ۱۸۲۹ میلادی تکمیل گشت. «مجمل» بسیار موفق شد و «اولین رساله نظام‌مندی بود که کل حوزه حقوق آمریکایی را می‌پوشانید». این رساله مبدل به یک اثر استاندارد شد و هر حقوقدان برجسته یک کپی از نسخ آن را داشت.
دین از موفقیت «مجمل» استفاده کرد تا یک موقوفه مالی برای مدرسه حقوق در دانشگاه هاروارد ارائه نماید. او خاطرنشان کرد که اولین «استادی دین در حقوق» برای دوست قدیمیش جوزف استوری خواهد بود. برای مدتی، مدرسه حقوق هاروارد را «مدرسه حقوق دین» نامیدند.
به علت موفقیت «مجمل» و سخاوتش بر مدرسه حقوق هاروارد و همچنین شرکتش در تألیف «فرمان شمال غربی»، همگی موجب شدند که دین را «پدر علم حقوق آمریکا» بنامند. «مجمل» را اغلب در سال‌های بعد ارجاعدهی کردند، مثلاً هنگامی که وندل فیلیپس انحلال‌گرا ضد عقیده لایسندر اسپونر انحلال‌گرا در رابطه با این که قضات باید هرگونه قانونی را که غلط می‌پنداشت نادیده انگارد، استدلال می‌آورد، فیلیپ به قانون کلی زیر ارجاع داد که در آن دین الزام را بر عهده قانونگذاران می‌گذاشت:
قانون شهری یا مدنی … قاعدهٔ رفتاری شهری یا مدنی است که توسط قدرت برتر در ایالت تجویز شده و مواردی را که از نظر قانونگذار درست است را فرمان داده و مواردی که از نظر او اشتباه هستند را منع می‌کند.
رساله دیگر دین «ارزیابی اخلاقی و سیاسی آمریکا» بود. این رساله اینگونه توصیف شده‌است: «این رساله احتمالاً اولین تاریخ ملی وسیع الطیف از زمان مستعمره‌سازی انگلیسی‌ها و اسپانیایی‌ها تا زمان جنگ استقلال است».

## مرگ و افتخارات پس از مرگ
دین در خانه‌ای در بورلی فوت کرد و در قبرستان مرکزی آنجا دفن شد. خیابان دین در بورلی مرز این قبرستان است. شهرستان دین، ویسکانسین که در ۱۸۳۶ میلادی شکل گرفت نیز به افتخار او نامگذاری شده‌است. در شهرستان دین، یک شهرک به نام «شهرک دین» وجود دارد و در آن روستایی به نام دین، ویسکانسین وجود دارد.
در ۲۰۱۵ میلادی، چارلی بیکر، فرماندار ماساچوست و مایکل پی کاهیل، شهردار بورلی، طبق سالروز تصویب فرمان شمال غربی در ۱۷۸۷ میلادی، ۱۳ تا ۱۹ میلادی را در ایالت ماساچوست و شهر بورلی ماساچوست به عنوان «هفته ناتان دین» اعلام نمود. پیشگام این تلاش، لنس دیلی، مؤسس پروژه میراث بورلی بود «که تلاش‌های هماهنگ‌شده‌اش منجر به «اعلام رسمی از پنج فرماندار ایالتی، هشت جامعه تاریخی از شش ایالت و خورده اقدامات نمایندگان در رابطه با درخواست از ایالت‌هایشان جهت ارج نهادن به اثرات ناتان دین در تاریخ گشت». به افتخار «هفته ناتان دین»، مایک پنس، فرماندار ایندیانا اعلامیه‌ای منتشر کرد که دین را یک «هوسیر» افتخاری می‌کرد.